# Roman Haider
Roman Haider (ur. 13 kwietnia 1967 w Grieskirchen) – austriacki polityk, konsultant i samorządowiec, działacz Wolnościowej Partii Austrii (FPÖ), poseł do Rady Narodowej, deputowany do Parlamentu Europejskiego IX i X kadencji.

## Życiorys
W latach 1986–1997 studiował ekonomię na Universität Linz, uzyskując magisterium w tej dziedzinie. Od 1990 pracował jako trener komunikacji, badacz rynku i opinii oraz konsultant do spraw zarządzania.
Zaangażował się w działalność polityczną w ramach Wolnościowej Partii Austrii. W latach 1990–1997 przewodniczył jej organizacji młodzieżowej Ring Freiheitlicher Jugend w Górnej Austrii, w latach 1995–1997 stał także na czele federalnych struktur RFJ. W 2005 dołączył do prezydium partii w Górnej Austrii. Od 1991 wybierany na radnego gminy targowej Aschach an der Donau, wchodził też w skład władz wykonawczych tej miejscowości.
W wyborach w 2008 po raz pierwszy został wybrany do Rady Narodowej, reelekcję do niższej izby austriackiego parlamentu uzyskiwał następnie w 2013 i 2017. W 2019 uzyskał mandat posła do Parlamentu Europejskiego IX kadencji, gdy Heinz-Christian Strache i następnie Petra Steger przed jej rozpoczęciem zrezygnowali z jego objęcia. Z powodzeniem ubiegał się o reelekcję w wyborach w 2024.